# Државни код
Државни кодови кратки словни или бројчани географски кодови (геокодови) развијени како би представљали државе или зависне територије у сврху обраде података и олакшавања комуникације. Ради тога се развило неколико различитих система. Најпознатији од њих је ISO 3166-1. Израз државни код се понекад користи за позивне бројеве различитих држава, нпр. E.164 позивни бројеви држава.